# Panthera pardus ciscaucasica
El leopardo del Cáucaso (Panthera pardus ciscaucasica) es una subespecie de leopardo persa que habita la región del Cáucaso. Hace siglos estuvo presente en toda su extensión, pero la presión humana, especialmente la tala de árboles y la deforestación que ello supone, así como la caza por su preciada piel han hecho que en la actualidad queden unos pocos ejemplares repartidos en  pequeñas poblaciones, muchas de ellas fuertemente fragmentadas. En Armenia quedarían algunos ejemplares principalmente en la Reserva Estatal Forestal de Khosrov, también sospechándose de la existencia  de ejemplares en la región sureña de Zangezur.
En el Cáucaso ruso se ha llevado a cabo hace pocos años la suelta de algunos ejemplares de leopardos  con el fin de reintroducirlo tras su desaparición en los años 20. Los ejemplares están siendo capturados en Irán y Turkmenistán y forman parte de un proyecto más amplio que trata de mejorar las condiciones de la flora y fauna como compensación a los posibles daños ocasionados por los Juegos Olímpicos de Sochi 2014.
Con respecto a otros países no existen datos fiables sobre  sus poblaciones, pero se cree que en Georgia y Turquía todavía quedarían  algunos animales en libertad, algunos estudios valoran una población de entre 45 y 55 ejemplares adultos en todo el Cáucaso.